# Orobis
Els orobis (en llatí Orobii) eren una tribu de gals o celto-lígurs de la Gàl·lia Cisalpina que només menciona Plini el Vell sota l'autoritat de Cató, i diu que Bergomum i Comum van ser fundades per aquest poble, igual que Forum Licinii que abans portava un altre nom, i sobre la qual es va construir la ciutat romana. Segons Cató, el seu país original es trobava en un lloc anomenat Barra, situat dalt de les muntanyes, però deia que era incapaç de saber-ne el seu origen. Corneli Alexandre Polihistor diu que eren un poble grec, però aquest historiador era molt poc fiable.